# ديفيد براون (كاتب)
ديفيد براون (بالإنجليزية: David Brown)‏ هو كاتب سير ذاتية وصحفي ومنتج أفلام وكاتب أمريكي، ولد في 28 يوليو 1916 في مانهاتن في الولايات المتحدة، وتوفي بنفس المكان في 1 فبراير 2010 بسبب قصور كلوي.

## وصلات خارجية
- ديفيد براون على موقع IMDb (الإنجليزية)
- ديفيد براون على موقع ألو سيني (الفرنسية)
- ديفيد براون على موقع أول موفي (الإنجليزية)
- ديفيد براون على موقع قاعدة بيانات برودواي على الإنترنت (الإنجليزية)
- ديفيد براون على موقع قاعدة بيانات الأفلام السويدية (السويدية)
- ديفيد براون على موقع قاعدة بيانات الفيلم (الإنجليزية)
- ديفيد براون على موقع كينوبويسك (الروسية)